# Łukasz Fabiański
Łukasz Marek Fabiański (nascut a Kostrzyn nad Odrą, el 18 d'abril del 1985), és un futbolista polonès que actualment juga de porter al West Ham United Football Club de la Premier League anglesa. Fabiański, també juga per la selecció de Polònia des del 2006.

## Carrera

### Inicis
Nascut a Kostrzyn nad Odrą, després de començar la seva carrera amb el Polonia Słubice, Fabiański es va unir a la notable acadèmia independent de futbol MSP Szamotuły quan tenia 14 anys, on va perfeccionar les seves habilitats futbolístiques. Fabiański llavors va signar la temporada 2004-05 amb el Lech Poznań.